# Municipio de San Pedro Amuzgos
El municipio de San Pedro Amuzgos (En amuzgo: Tzjon Noan) es un municipio de 6,664 habitantes situado en el estado de Oaxaca, México.

## Historia
Los amuzgos vivieron libres hasta el siglo XI. A partir del año 1,100 el ejército mixteco sometió a los amuzgos a la dinastía mixteca.
Posteriormente, los amuzgos fueron dominados por los aztecas, a quienes pasaron a pagar tributo. Desde el año de 1350 en que ocurrió la dominación del imperio azteca, la población lleva el nombre de amuzgos ("entre cerros" en náhuatl), de este nombre generalizado resultó el nombre del grupo etnológico de "los amuzgos". 
Posteriormente durante la colonia española, se agregó "San Pedro", que es el santo patrono de la población, el cual celebran cada año. 
En 1969-1970 se dio la lucha por las tierras; la historia de la comunidad de Amuzgos no es ajena a la historia de los campesinos de Oaxaca ni a la del país en su conjunto, el elemento común es la lucha de los campesinos indígenas frente al despojo de sus tierras, originalmente de su cultura y oponiéndose a la represión, así como en contra de los planes de desarrollo o modernización.

## Demografía
El municipio tiene una población de 6,664 habitantes, de estos, el 71% habla una lengua indígena. En 2019 se lanzó un proyecto de impartición de clases en amuzgo para preservar la lengua local.
Los índices de marginación y pobreza son altos, el 49.48% de la población vive en condiciones de pobreza extrema. 

## Organización
En el municipio se encuentran las siguientes poblaciones:
| Localidad         | Población (2010) |
| ----------------- | ---------------- |
| San Pedro Amuzgos | 4,925            |
| La Guadalupe      | 654              |
| San Martín        | 282              |
| Llano de Amuzgos  | 245              |
| San Pedro Apóstol | 187              |
| San Juan          | 120              |
| Los Pobres        | 43               |
| El Rosario        | 11               |
| La Mariscala      | 1                |

## Actividad económica
La principal fuente de ingreso es la agricultura, aunque, en los últimos años han tomado mayor importancia la ganadería y el comercio. Las mujeres artesanas amuzgas se dedican a la elaboración de prendas en el telar de cintura. Generalmente, los hombres amuzgos se dedican a la actividad agrícola (cultivo de maíz, frijol, chile, ajonjolí y sandía).

## Flora y fauna
En el municipio se pueden encontrar las siguientes especies: 
Fauna: Conejos, armadillos, tarántulas, lombrices, sapos, lechuzas, murciélagos, zopilotes y venados.
Flora: Parota, pochote, espino, mahuite, cubato y cacahuananche.